# Vostok 2
För andra betydelser, se Vostok (olika betydelser).
Vostok 2 (ryska: Восток-2) var en bemannad rymdfärd som ingick i det sovjetiska Vostokprogrammet. Kosmonauten German Stepanovitj Titov kretsade med sin rymdfarkost 25 timmar kring jorden. Titov har fortfarande rekordet att vara yngst vid rymdresans tillfälle. Han var vid flygningen 25 år och 11 månader gammal.

## Flygförloppet
Rymdfärden startade den 6 augusti 1961 klockan 6:00 (ortstid) från Kosmodromen i Bajkonur och nådde efter några minuter omloppsbanan.
Ungefär två timmar efter starten meddelades av Radio Moskva (som numera heter Rysslands röst) rymdfärdens lyckliga igångsättning. Redan kort efter starten hade Titov talad med Sovjetunions ledare Nikita Chrusjtjov per radio. Under tiden när Titov flög över USA skickade han per radio en hälsning till det amerikanska folket. I motsats till Jurij Gagarin manövrerade Titov farkosten tidvis själv. Ungefär 10 minuter filmade han jorden genom farkostens fönster.
Efter några timmar började Titov känna av den dittills okända rymdsjukan. Han blev yr och började kräkas. Trots detta lyckades han sova en stund.
Liksom hos Vostok 1 uppkom några problem vid återinträdet i jordens atmosfär. Landningsmodulen löste sig i början inte helt från modulen som skulle förbli i rymden. När farkosten var tillräcklig nära jorden utlöste Titov katapultstolen och landade med fallskärmen nära staden Saratov, vid positionen 50°51′10″N 47°01′14″Ö / 50.85276°N 47.02048°Ö.

## Besättning
Ordinarie
- German Titov

Backup
- Andrijan Nikolajev

Reserv
- Grigorij Neljubov

## Betydelse
Rymdfärden bevisade att människan har förmåga att överleva flera timmar i rymden. Upptäckten av rymdsjukan var däremot ett hinder för senare färder.
Sovjetunionens försprång före USA utökades ytterligare.